# Octavio Lepage
Octavio Lepage Barreto  (n. 24 noiembrie 1923, Parroquia Santa Rosa⁠(d), Anzoátegui, Venezuela – d. 6 ianuarie 2017, Caracas, Venezuela) a fost un politician venezuelan, președintele Venezuelei în perioada 21 mai 1993–5 iunie 1993, ministru al afacerilor interne în anii 1984–1986 și 1975–1978.